# Church Brampton
Pour les articles homonymes, voir Brampton.
Church Brampton est un village du Northamptonshire, en Angleterre.